# 科隆环城路

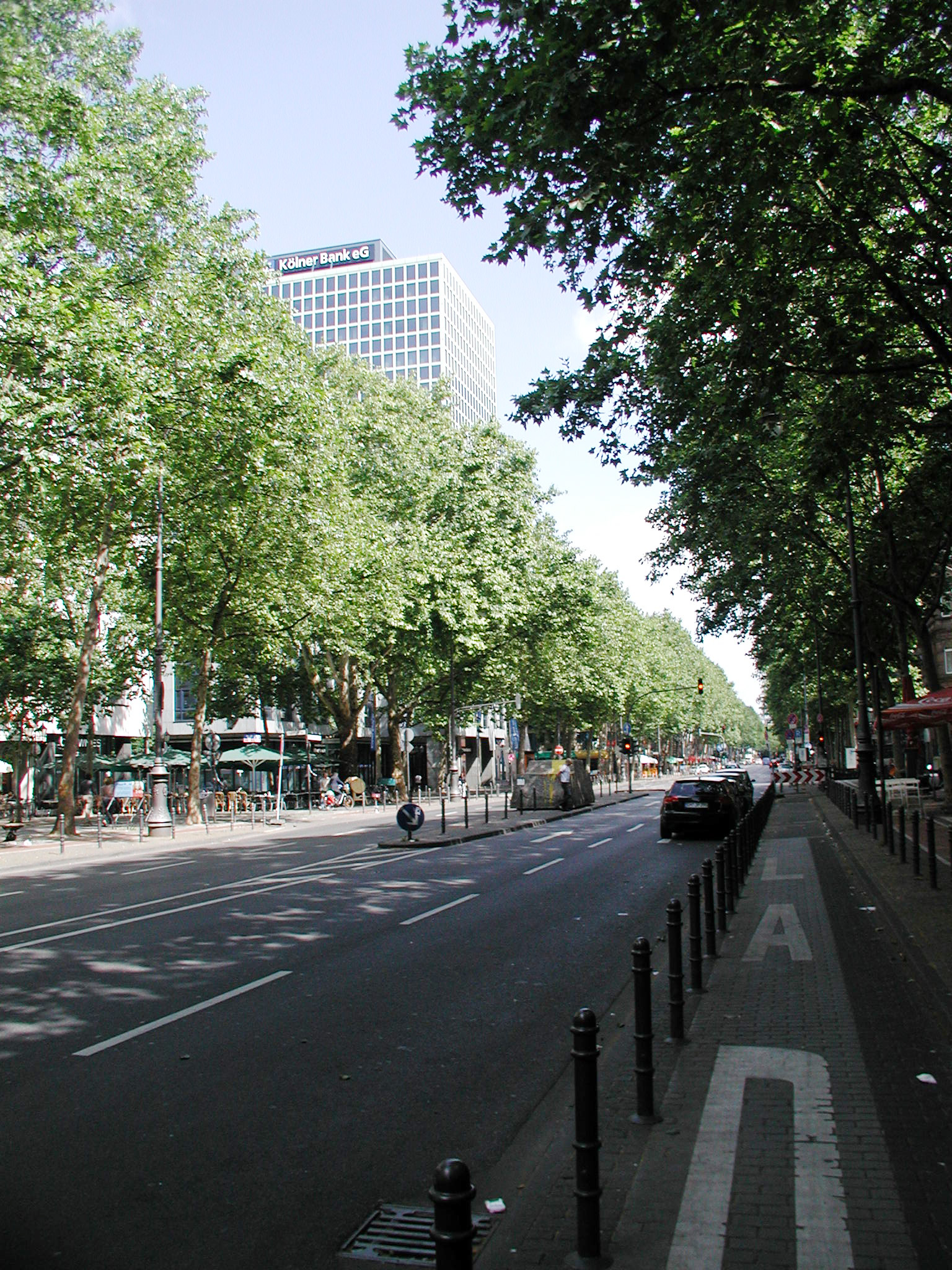

科隆环城路（德语: Kölner Ringe）是科隆市中心一条半圆形，长约6公里的城市大道，该市最繁忙，最突出的街道系统， 科隆环城路是一条四车道的街道，属于9号联邦公路的一部分。
环城路环绕科隆老城区的南部，西部和北部边界，即昔日中世纪城墙的遗址上。它将内城分为其东侧的老城（Altstadt）和西侧的新城（Neustadt）。大部分的城墙在19世纪80年代已废弃，今天只有少数几段城墙存在于汉萨环城路和萨克森环城路。在中世纪曾经有12个城门，今天只有埃格尔施泰因门（在艾伯特广场）、哈恩门（在鲁道夫广场），以及塞韦林门（在克洛维广场）仍然存在。

## 分段
|                         | 艾伯特广场 |   |   |   | 5 |   |    | 12 | 15 | 16 | 18 |
| 汉萨环城路              |            |   |   |   |   |   | 12 | 15 |    |    |    |
| 克里斯托弗大街/媒体公园 |            |   |   |   |   |   | 12 | 15 |    |    |    |
| 弗里耶桑广场            |            | 3 | 4 | 5 |   |   | 12 | 15 |    |    |    |
| 鲁道夫广场              | 1          |   |   |   | 7 |   | 12 | 15 |    |    |    |
| 曲尔皮希广场            |            |   |   |   |   | 9 | 12 | 15 |    |    |    |
| 巴巴罗萨广场            |            |   |   |   |   |   | 12 | 15 | 16 | 18 |    |
| 艾菲尔大街              |            |   |   |   |   |   | 12 | 15 | 16 |    |    |
| Ulrepforte              |            |   |   |   |   |   |    | 15 | 16 |    |    |
| 克洛维广场              |            |   |   |   |   |   |    | 15 | 16 |    |    |
| 乌比夷环城路            |            |   |   |   |   |   |    | 15 | 16 |    |    |

科隆环城路由多个道路和广场组成，因此在德语中采用复数形式（Ringe）。每个部分均根据科隆历史和德国历史而命名。以下是从南到北按顺时针方向的分段列表：

### 乌比夷环城路
乌比夷环城路（Ubierring）是科隆环城路的南端，得名于日耳曼部落乌比夷人，也是古罗马科隆城的第一批居民。乌比夷环城路长约400米，西面通往克洛维广场。
- 科隆国际设计学院
- Rautenstrauch-Joest 博物馆

### 克洛维广场
克洛维广场（Chlodwigsplatz）50°55′16″N 6°57′35″E / 50.92111°N 6.95972°E 得名于墨洛温王朝的法兰克国王克洛维一世（466-511年），在繁忙的五岔路口的中心：东面是乌比夷环城路，西北方是卡洛林环城路，北面是塞韦林街，南面是梅罗文加街和邦纳街。
- 塞韦林门（Severinstorburg）

### 卡洛林环城路
卡洛林环城路（Karolingerring）只有200米长，30米宽，是最窄的部分之一。卡洛林环城路得名于法兰克 卡洛林王朝。

### 萨克森环城路
萨克森环城路（Sachsenring）与卡洛林环城路形成鲜明对比，这是一条宽阔的景观大道，有中央草坪和几排树木。萨克森环城路得名于奥托王朝（919-1024），也被称为撒克逊王朝。这段环城路长800米，两边主要是现代办公楼，以及13世纪初的Ulrepforte。
- 科隆商学院
- 洪堡中学
- 法国研究所

### 萨利安环城路
萨利安环城路（alierring）长约400米，形成风景优美的萨克森环城路和城市化的巴巴罗萨广场之间的过渡。它得名于萨利安王朝 （1024年至1125年）。

### 巴巴罗萨广场

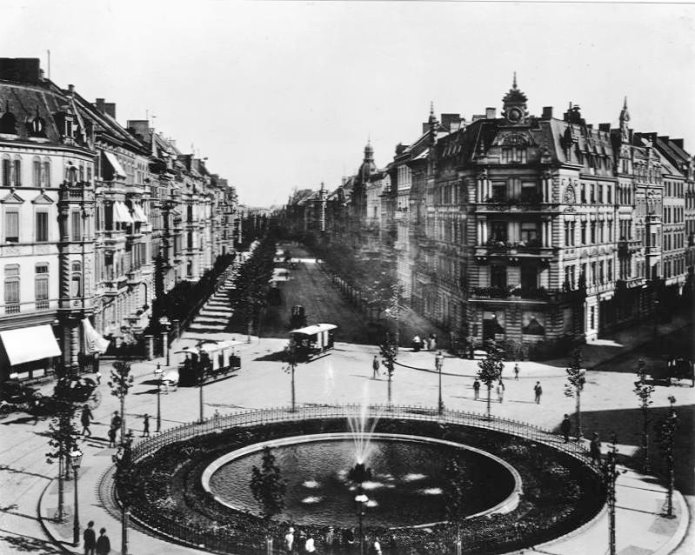

由于一些道路和电车轨道交汇于巴巴罗萨广场（Barbarossaplatz）50°55′45″N 6°56′30″E / 50.92917°N 6.94167°E，该广场是科隆私人和公共交通的重要枢纽。科隆轻轨12、15、16和18号线在此设站，占据了大半个广场。广场得名于神圣罗马帝国皇帝腓特烈一世（1122年至1190年）。该广场是科隆引发改建讨论最多的广场之一。

### 霍亨斯陶芬环城路
在巴巴罗萨广场以北，科隆环城路的性质急剧变化，因为所有底楼均为商店或百货商店占用，几乎所有的较高楼层也用作办公室。树木较老较高，使这段环城路更具国际化的特点。霍亨斯陶芬环城路（Hohenstaufenring）长约600米。霍亨斯陶芬环城路在中间的曲尔皮希广场有一个圣心教堂（Herz-Jesu-Kirche），该广场也是一个电车站。霍亨斯陶芬环城路得名于霍亨斯陶芬王朝（1138-1254年）。
- 科隆莱茵应用技术大学

### 哈布斯堡环城路
哈布斯堡环城路（Habsburgerring）只有180米长，是环城路最短的部分。它得名于哈布斯堡王朝。巴塞罗酒店矗立在前歌剧院遗址上（1904-1944年），后者毁于二战期间的轰炸。

### 鲁道夫广场

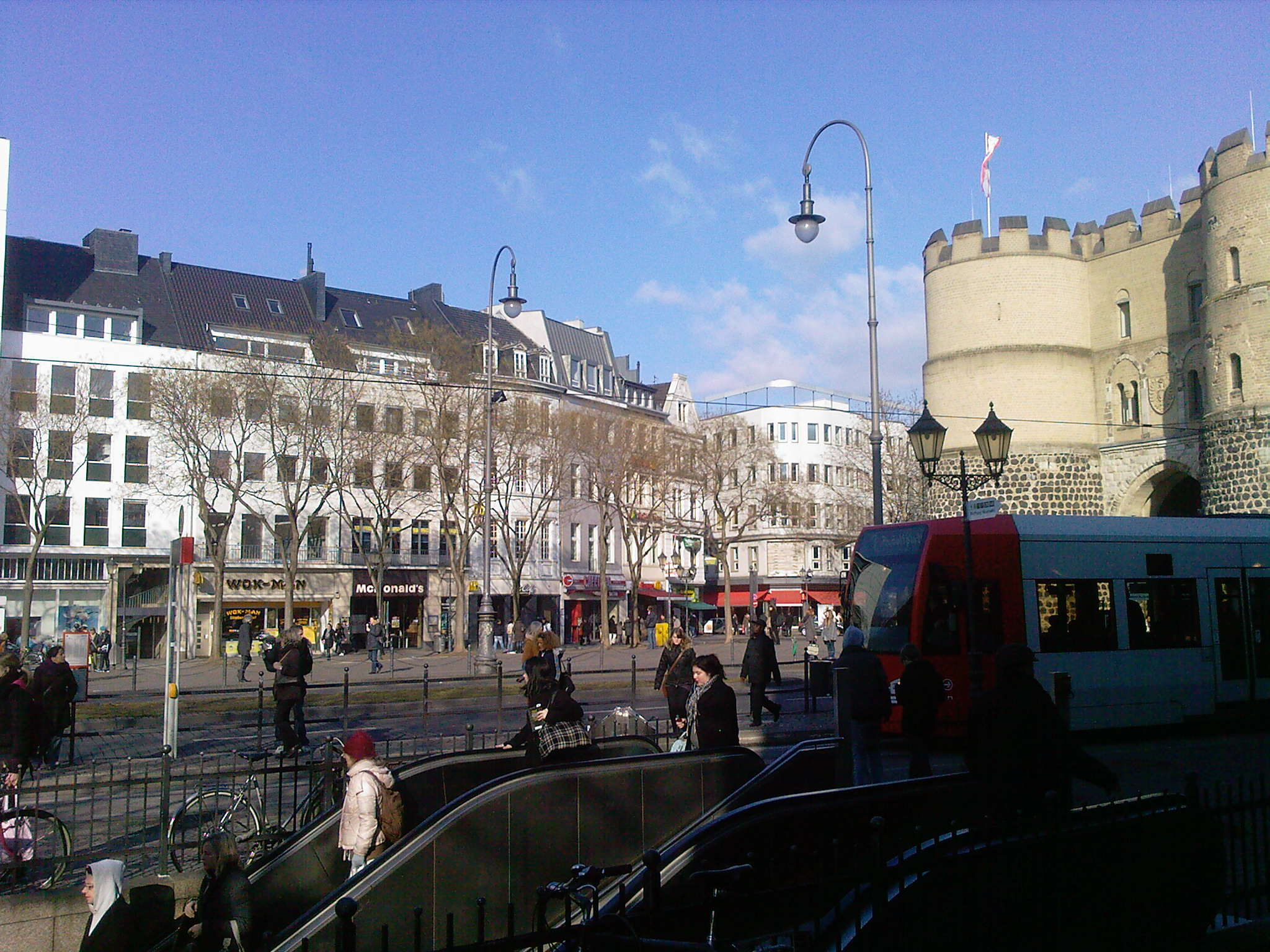

鲁道夫广场（Rudolfplatz）50°56′11″N 6°56′22″E / 50.93639°N 6.93944°E是科隆最生活化的比利时区的中心。这是科隆私人和公共交通的一个重要枢纽，因为多条道路和电车轨道交汇于鲁道夫广场。科隆环城路为南北走向，东西向主干道为亚琛大街。科隆轻轨1、7和12号线在鲁道夫广场设站。广场得名于鲁道夫一世（1218年至1291年）。
- 哈恩门（Hahnentorburg）
- 鲁道夫广场剧院

### 霍亨索伦环城路
霍亨索伦环城路（Hohenzollernring）是科隆主要的娱乐区，沿路及两侧支路有众多的餐馆，咖啡馆，电影院，迪斯科舞厅和夜总会。
霍亨索伦环城路长约700米，两旁是高大的树木。在其中段设有弗里耶桑广场轻轨车站。霍亨索伦环城路得名于霍亨索伦王朝。

### 威廉皇帝环城路

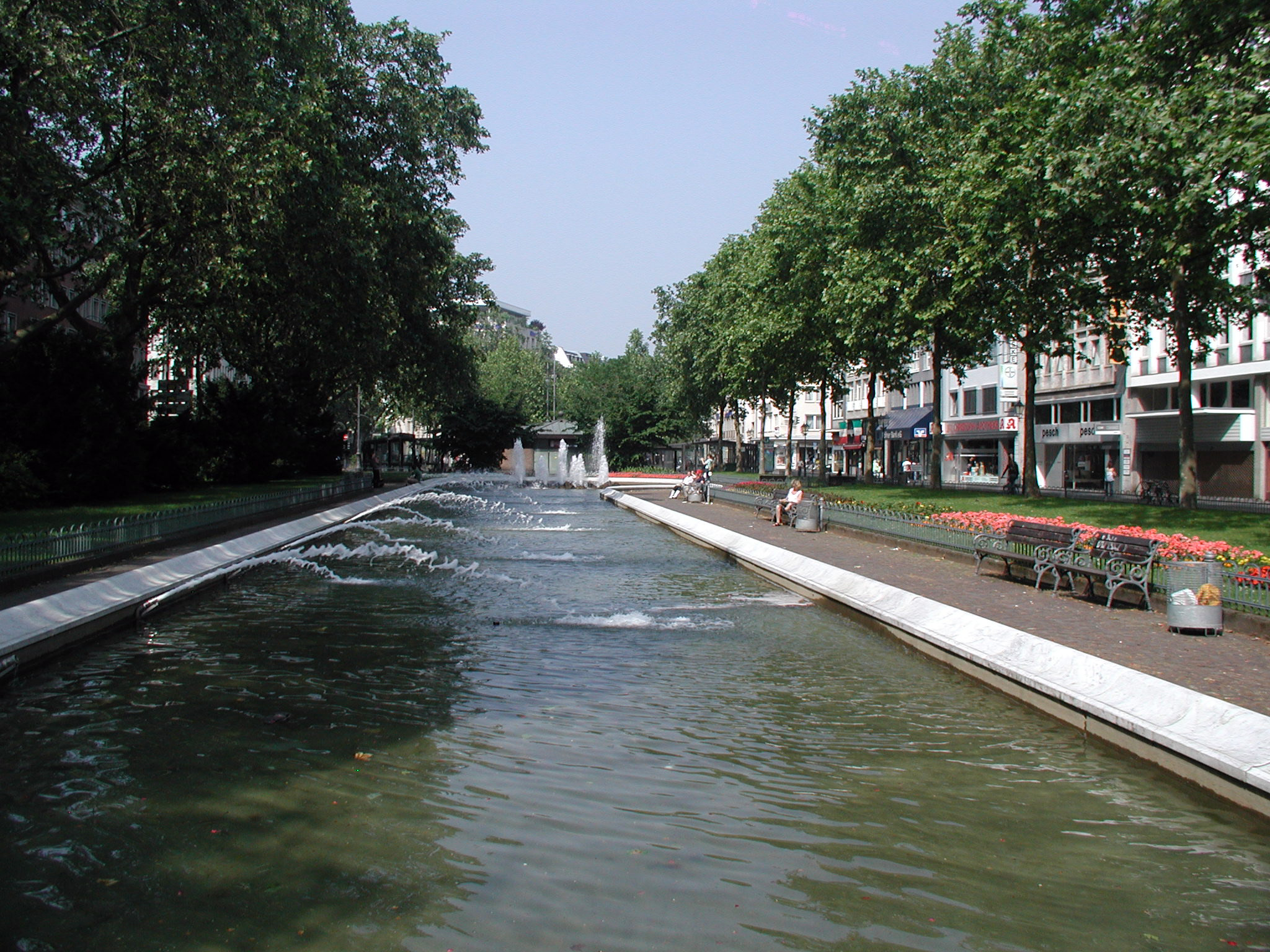

威廉皇帝环城路（Kaiser-Wilhelm-Ring）长360米，包括优美的中央部分和一个大型喷泉。然而，它主要是商业性的。在其北端为克里斯托弗大街/媒体公园地铁站。威廉皇帝环城路得名于威廉一世。

### 汉萨环城路
汉萨环城路（Hansaring）长1100米，是科隆环城路的最长的部分之一。商业活动相比较霍亨索伦环城路明显减少。汉萨环城路的名称来自于科隆从13世纪到17世纪作为汉萨同盟城市的历史。汉萨环城路上的地标包括1901年成立的原科隆管理学院大楼（Handelshochschule）；1907年以后改为汉萨中学（Hansa-Gymnasium）。1925年，科隆的第一座摩天大楼Hansahochhaus就建在中学对面。

### 艾伯特广场
艾伯特广场（Ebertplatz）50°57′2″N 6°57′28″E / 50.95056°N 6.95778°E得名于魏玛共和国第一任总统弗里德里希·艾伯特（1871年至1925年），最初名为德国广场（Deutscher Platz）。广场实际上是特奥多尔-霍伊斯环城路的空间延续。其西端连接汉萨环城路，而东端连接公园般的特奥多尔 - 霍伊斯环城路。艾伯特广场站是科隆轻轨四条线路的一个大型换乘站，和最大的地铁站。
- 埃格尔施泰因门（Eigelsteintorburg）

### 特奥多尔-霍伊斯环城路
特奥多尔-霍伊斯环城路（Theodor-Heuss-Ring）是一个500米长、100米宽的公园，介于艾伯特广场和莱茵河之间，主要是住宅区。其南侧建筑密集，而其北侧主要是独立式建筑。北侧的建筑有摩天大楼环城大厦（Ringturm）和新艺术风格的别墅Villa Bestgen。